# Voragonema profundicola
Voragonema profundicola is een hydroïdpoliep uit de familie Rhopalonematidae. De poliep komt uit het geslacht Voragonema. Voragonema profundicola werd in 1971 voor het eerst wetenschappelijk beschreven door Naumov. 